# 種痘所

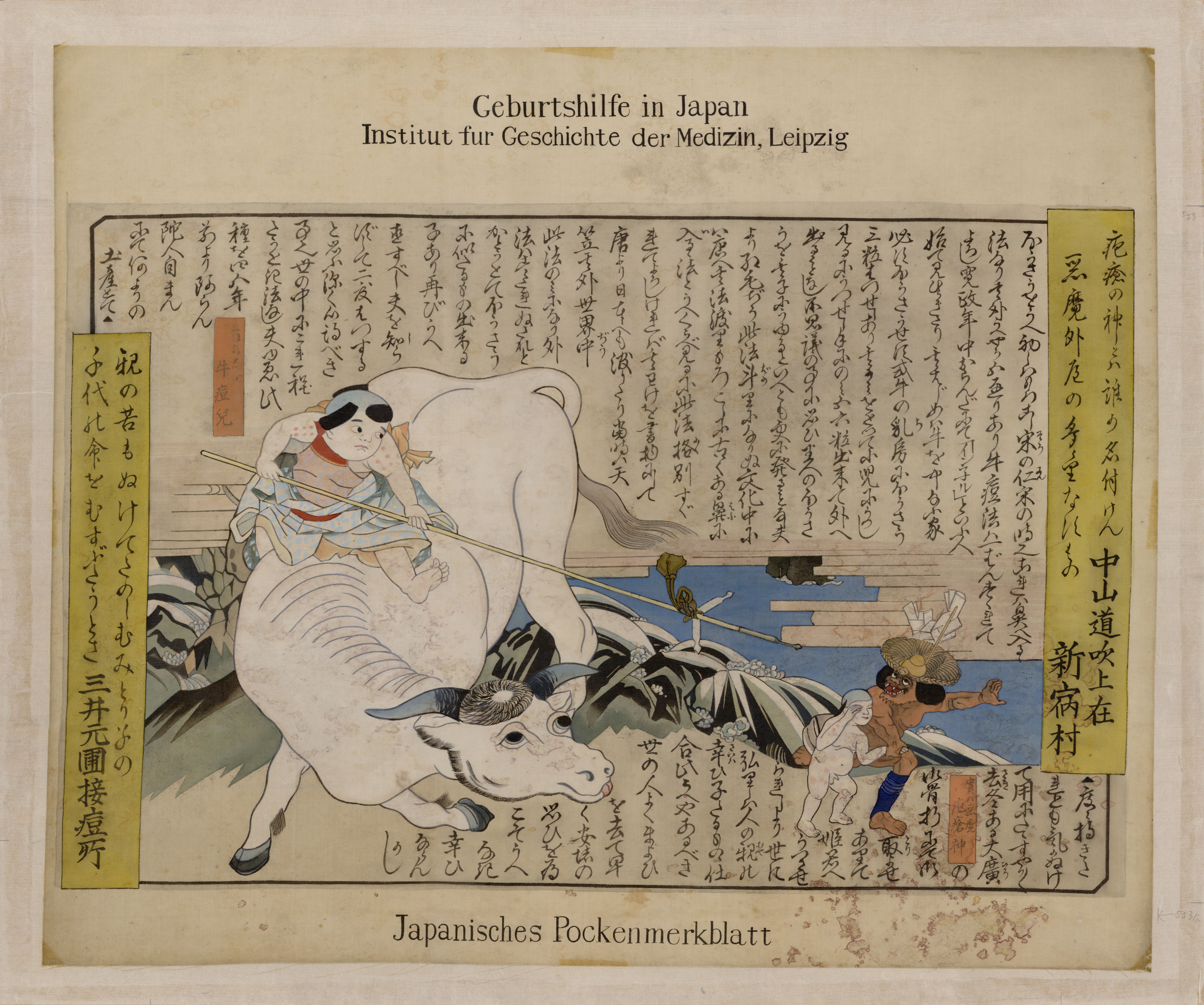
佐賀縣立圖書館藏『種痘之圖』。三井元圃種痘所發行

種痘所（日語：しゅとうしょ）是日本為天花預防及治療之目的所設立的醫療機關。特別是1858年所開設的「玉池種痘所」（東京大學醫學部發祥地）是比較有名的種痘所。

## 歷史
日本最初的種痘所、是1849年7月20日由德國醫生奧圖·高特列·莫你克在長崎所開設。之後、由佐賀藩主鍋島直正將痘苗送給江戶佐賀藩醫及京都日野鼎哉。再由這個痘苗分苗出去、於關東、東北、關西各地開設種痘所。

## 關聯項目
- 感染症
- 種痘
- 大槻俊齋
- 伊東玄朴
- 三宅秀（日语：三宅秀）